# Orehovo, Sevnica
Orehovo este o localitate din comuna Sevnica, Slovenia, cu o populație de 244 de locuitori.